# Ben Myers
Ben Myers (Durham, 1976. október 1. –) angol szépíró, költő és zenei újságíró.

## Életpálya
Még tinédzserként kezdett írni a Melody Maker számára. De szabadúszóként számtalan egyéb helyen publikál, pl.: The Guardian, Alternative Press, Kerrang!, Time Out, Q stb.
A cikkek és interjúk alapján zenei pályaíveket bemutató könyveket is írt. Magyarul a Green Dayről írt könyve olvasható.
Szépíróként és költőként is jelentős. Tony O'Neill-lel és Adelle Stripe-pal együtt 2006-ban létrehozták a Brutalists nevű irodalmi mozgalmat. Munkásságát elsősorban a következő írókéval rokonítják:
Charles Bukowski, Hunter S. Thompson és J. P. Donleavy.
Zene iránti érdeklődésétől hajtva elhatározta, hogy öt évet egy független kiadó működtetésének szentel. Ez lett a Captains of Industry, amely 2003 és 2008 között működött. Talán leghíresebb együttese a Hell Is For Heroes, de nagyon érdekes még például a Gay For Johnny Depp is.

## Művei
Könyve magyarul:
- Green Day: Amerikai Idióták és az új punkrobbanás (Silenos, 2009)
- System of a Down: System of a Down – Hollywood alulnézetben (Cartaphilus, 2009)
- Muse: Muse – Az Univerzum lüktetése (Silenos, 2010)

Az eredeti:
- Green Day : American Idiots and the New Punk Explosion (IMP / Disinformation, 2005)
- System of a Down : System Of A Down: Right Here In (IMP / Disinformation, 2007)
- Muse : Muse – Inside the Muscle Museum (IPM / Disinformation, 2007)

## Magyarul
- System of a Down. Hollywood alulnézetből; ford. Szántai Zsolt; Cartaphilus, Bp., 2009 (Legendák élve vagy halva)
- Green Day. Amerikai idióták és az új punkrobbanás; ford. Horváth Balázs; Silenos, Bp., 2009
- Muse. Az Univerzum lüktetése; ford. Németh Ágnes et al.; Silenos, Bp., 2010